# Чемпионат Европы по академической гребле 2012
Чемпионат Европы по академической гребле 2012 года прошёл с 14 по 16 сентября в городе Варезе (Италия). В нём приняло участие 438 гребцов из 34 стран, которые разыграли награды в 14 дисциплинах.

## Медалисты

### Мужчины
| Дисциплина              | Золото | Время   | Серебро | Время   | Бронза | Время   |
| ----------------------- | --- | ------- | --- | ------- | --- | ------- |
| M1x Одиночки            | Миндаугас Гришконис Литва | 6:57,56 | Дамир Мартин Хорватия | 6:57,63 | Георгий Божилов Болгария | 6:59,71 |
| M2x Двойки парные       | Хорватия · Мартин Синкович · Валент Синкович | 6:14,25 | Италия · Алессио Сартори · Романо Баттисти | 6:15,17 | Норвегия · Нильс Якоб Хофф · Хьетиль Борш | 6:17,78 |
| M2- Двойки распашные    | Нидерланды · Рогир Блинк · Митчел Стенман | 6:28,00 | Испания · Aлександр Сигюрбьёднссон · Пау Вела Магги | 6:29,17 | Сербия · Ненад Беджик · Никола Стоич | 6:31,50 |
| M4x Четвёрки парные     | Эстония · Андрей Ямся · Аллар Рая · Тыну Эндрексон · Каспар Таймсоо | 5:47,91 | Украина · Юрий Иванов · Иван Футрик · Александр Надтока · Иван Довгодько | 5:51,18 | Словения · Гашпер Фистравец · Ян Шпик · Йерней Марковц · Матей Ройец                                                                              | 5:52,01 |
| M4- Четвёрки распашные  | Греция · Николаос Гунтулас · Апостолос Гунтулас · Георгиос Дзиаллас · Иоаннис Христу                                                                                             | 5:56,03 | Румыния · Марьюс Козмьюк · Георге Паламариу · Кристи-Илие Пыргие · Флорин Куруя | 5:57,37 | Сербия · Милош Васич · Радое Джерич · Милян Вукович · Горан Ягар                                                                                  | 5:58,72 |
| M8+ Восьмёрки           | Польша · Марцин Бжезиньский · Мацей Маттик · Миколай Бурда · Пётр Хойка · Збигнев Сходовский · Михал Шпаковский · Кристиан Арановский · Рафал Хеймей · Даниэль Трояновский (рул) | 5:33,23 | Италия · Паоло Перино · Джузеппе Вичино · Леопольдо Сансоне · Пьерпаоло Фраттини · Марио Паонесса · Винченцо Капелли · Серджо Канчани · Андреа Транквилли · Энрико Д'Аньелло (рул) | 5:34,57 | Чехия · Корнель Альтман · Давид Йирка · Якуб Подразил · Михал Хорват · Ян Пильц · Милан Долечек · Петр Мелихар · Матиаш Кланг · Мартин Шума (рул) | 5:35,23 |
| Лёгкий вес              | |         | |         | |         |
| LM2x Двойки парные      | Греция · Панайотис Манданис · Спиридон Яннарос | 6:21,58 | Португалия · Педру Фрага · Нуну Мендеш | 6:22,27 | Великобритания · Крис Бодди · Майкл Моттрам | 6:23,34 |
| LM4- Четвёрки распашные | Италия · Лука де Мария · Мартино Горетти · Петру Захария · Армандо Делль’Аквила                                                                                                  | 6:00,92 | Великобритания · Сэм Скримджор · Адам Фриман-Паск · Уильям Флетчер · Джонатан Клегг                                                                                                | 6:01,74 | Сербия · Никола Селакович · Милош Станоевич · Ненад Бабович · Милош Томич                                                                         | 6:05,46 |

### Женщины
| Дисциплина           | Золото | Время   | Серебро | Время   | Бронза | Время   |
| -------------------- | --- | ------- | --- | ------- | --- | ------- |
| W1x Одиночки         | Доната Виштартайте Литва | 7:36,26 | Ива Обрадович Сербия | 7:39,87 | Кайса Паюсалу Эстония | 7:41,81 |
| W2x Двойки парные    | Беларусь · Татьяна Кухта · Екатерина Шлюпская | 6:58,94 | Италия · Джулия Поллини · Джада Коломбо | 7:02,20 | Румыния · Мария Бурсук · Аделина Кожокариу | 7:03,67 |
| W2- Двойки распашные | Румыния · Камелия Лупашку · Николета Альбу | 7:14,49 | Великобритания · Кара Макмертри · Оливия Карнеги-Браун | 7:18,65 | Хорватия · Соня Кешерац · Майя Анич | 7:18,91 |
| W4x Четвёрки парные  | Украина · Екатерина Тарасенко · Наталия Довгодько · Ольга Гурковская · Яна Дементьева                                                                                     | 6:26,44 | Польша · Камила Соцко · Йоанна Лещинская · Сильвия Левандовская · Наталия Мадай                                                                                           | 6:28,42 | Румыния · Йонелия Захария · Йоана Крэчун · Камелия Лупашку · Николета Альбу | 6:29,98 |
| W8+ Восьмёрки        | Румыния · Роксана Коджану · Вьорика Сусану · Кристина Григораш · Ирина Дорняну · Джорджета Андрунаке · Андрея Богьян · Родика Шербан · Йоана Ротару · Теодора Гыдою (рул) | 6:06,94 | Италия · Клаудия Вурцель · Сара Маньяги · Алессандра Пателли · Джада Коломбо · Габриэла Басчелли · Сара Бертолази · Гая Пальма · Энрика Мараска · Федерика Чезарини (рул) | 6:17,66 | Великобритания · Леонора Кеннеди · Клэр Маккиоун · Моника Рельф · Виктория Мейер-Лейкер · Ясмин Тределл · Зои Ли · Кара Макмертри · Оливия Карнеги-Браун · Зои де Толедо (рул) | 6:18,31 |
| Лёгкий вес           | |         | |         | |         |
| LW2x Двойки парные   | Италия · Лаура Милани · Элизабетта Санкассани | 6:53,39 | Греция · Христина Язидзиду · Александра Циаву | 6:57,62 | Великобритания · Рут Уолчак · Имоджен Уолш | 6:58,87 |

## Командный зачёт
| Место | Страна         | Золото | Серебро | Бронза | Всего |
| ----- | -------------- | ------ | ------- | ------ | ----- |
| 1     | Италия         | 2      | 4       | 0      | 6     |
| 2     | Румыния        | 2      | 1       | 2      | 5     |
| 3     | Греция         | 2      | 1       | 0      | 3     |
| 4     | Литва          | 2      | 0       | 0      | 2     |
| 5     | Хорватия       | 1      | 1       | 1      | 3     |
| 6     | Польша         | 1      | 1       | 0      | 2     |
| 6     | Украина        | 1      | 1       | 0      | 2     |
| 8     | Эстония        | 1      | 0       | 1      | 2     |
| 9     | Беларусь       | 1      | 0       | 0      | 1     |
| 9     | Нидерланды     | 1      | 0       | 0      | 1     |
| 11    | Великобритания | 0      | 2       | 3      | 5     |
| 12    | Сербия         | 0      | 1       | 3      | 4     |
| 13    | Испания        | 0      | 1       | 0      | 1     |
| 13    | Португалия     | 0      | 1       | 0      | 1     |
| 15    | Болгария       | 0      | 0       | 1      | 1     |
| 15    | Норвегия       | 0      | 0       | 1      | 1     |
| 15    | Словения       | 0      | 0       | 1      | 1     |
| 15    | Чехия          | 0      | 0       | 1      | 1     |
| Всего | Всего          | 14     | 14      | 14     | 42    |

 Страна — хозяйка соревнований